# FDP-Bundesparteitag 2018
Koordinaten: 52° 29′ 56,2″ N, 13° 22′ 28,3″ O

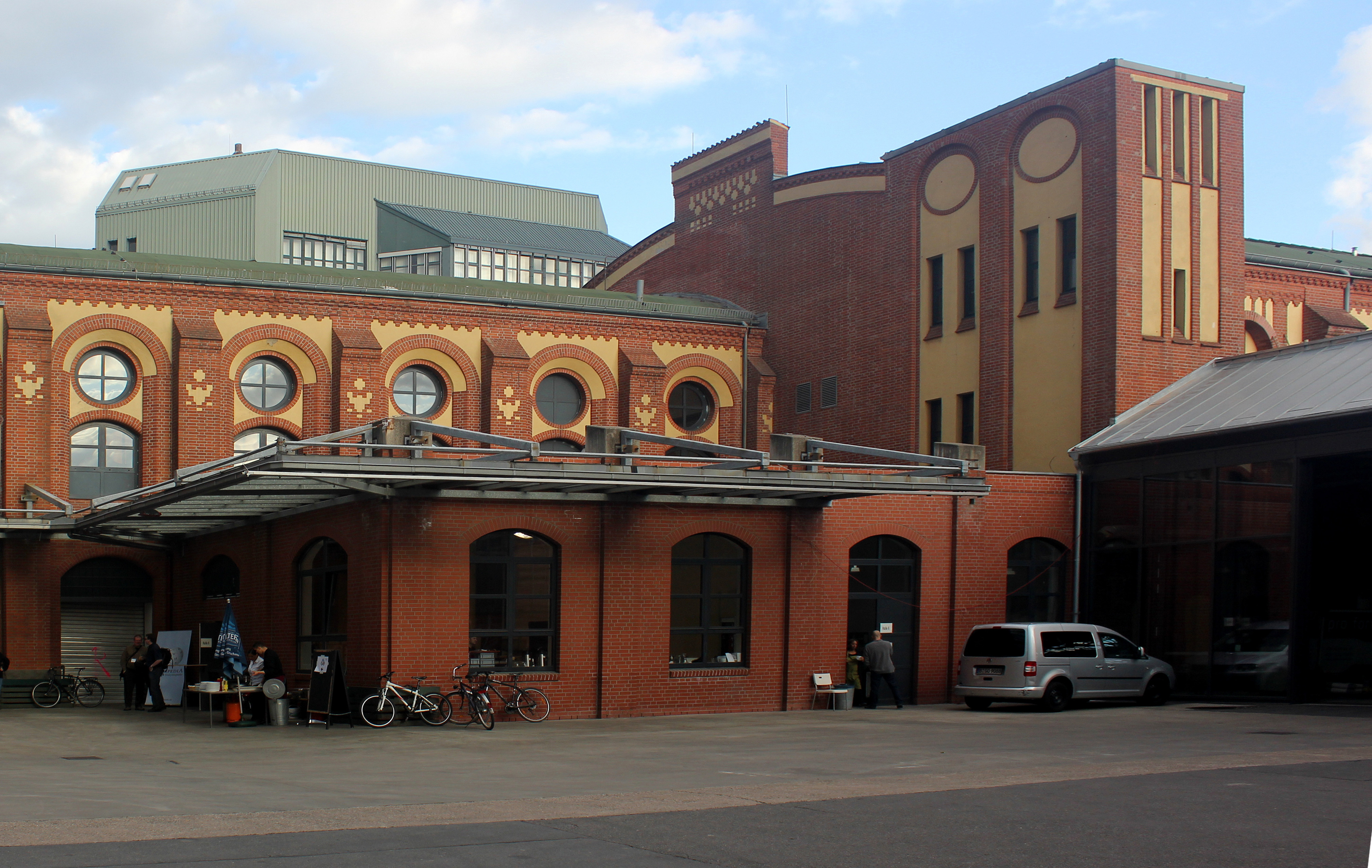
STATION Berlin

Den FDP-Bundesparteitag 2018 hielt die FDP am 12. und 13. Mai 2018 im Messezentrum STATION-Berlin in Berlin ab. Es handelte sich um den 69. ordentlichen Bundesparteitag der FDP in der Bundesrepublik Deutschland. 

## Ablauf
Der Bundesparteitag stand unter dem Motto „Innovation Nation – Chancen ergreifen, Wandel gestalten“. Nach der Eröffnung durch die stellvertretende Bundesvorsitzende Marie-Agnes Strack-Zimmermann folgten Reden des Parteivorsitzenden Christian Lindner und der Generalsekretärin Nicola Beer. Schatzmeister Hermann Otto Solms und Ombudsmitglied Christopher Gohl erstatteten Berichte.

## Beschlüsse
Es wurden folgende Beschlüsse gefasst:
- Chancen ergreifen, Wandel gestalten – für ein Deutschland der Innovation
- Recht wahren, Werte verteidigen, Dialog führen – zehn Vorschläge für die Zusammenarbeit mit Russland
- Deutsch-französische Zusammenarbeit vertiefen – die Europäische Union ordnungs- und außenpolitisch stärken[2]